# 카트리비전
카트리비전(Cartrivision)은 1972년에 도입된 아날로그 비디오테이프 카트리지 형식으로, 소비자 대여용 장편 영화를 제공한 최초의 형식이다.
카트리비전은 당시 엠버시 픽처스를 소유했던 아브코의 자회사인 프랭크 스탠턴의 카트리지 텔레비전 주식회사(CTI)에서 생산했다. 카트리비전은 이 형식의 녹화기가 내장된 TV 세트 형태로 판매되었다. 카트리비전 녹화기와 세트는 CTI가 이 형식을 제조하고 개발하기 위해 제휴한 회사인 아브코와 애드미럴, 패커드 벨, 에머슨, 몽고메리 워드, 시어스에 의해 제조되었으며, 후자 두 회사는 매장에서 자체 브랜드 이름으로 카트리비전 세트를 판매했다. 몽고메리 워드의 TV는 모든 몽고메리 워드 항공 TV와 마찬가지로 애드미럴 섀시를 사용했지만, 애드미럴은 다른 섀시를 사용하여 자체 카트리비전을 판매했다.
카트리비전 장착 TV 세트의 첫 모델은 미화 1,350달러에 판매되었고 (2022년 기준 $7,870에 해당), 대여 가능한 인기 영화의 사전 녹화된 테이프를 갖춘 최초의 비디오카세트 레코더였다.

## 역사
아브코 코퍼레이션은 1970년 6월 뉴욕의 소비자 가전 전시회에서 카트리비전을 선보였다. 1972년 6월에 처음 판매되었으며, 주로 미국의 시어스, 메이시스, 몽고메리 워드 백화점을 통해 판매되었다. 판매 부진으로 13개월 후인 1973년 7월에 제조가 중단되었다. 나중에 창고에 보관된 카트리비전 테이프가 습기로 인해 손상된 것이 발견되었다.
1973년 카트리비전의 단종 이후, 많은 카트리비전 장착 TV 세트, 별도의 녹화 메커니즘, 테이프, 기타 부품 및 액세서리가 주로 캘리포니아의 잉여 소매업체에 의해 청산되었고, 많은 전자 취미가들이 상당수의 카트리비전 시스템을 구매했다. 일부는 나중에 VCR과 마찬가지로 RF 변조기가 있는 자체 섀시에 독립형 카트리비전 플레이어와 같은 자체 홈브루 개조를 만들어 어떤 TV 세트에도 연결할 수 있도록 했다.

## 디자인
필립스의 비디오 카세트 레코딩 (VCR) 형식(유럽에서 동시에 도입됨)과 마찬가지로, 정사각형 카트리비전 카세트는 2개의 ½인치 자기 테이프 릴이 서로 위에 장착되어 있었지만, 최대 114분까지 녹화할 수 있었다. 이는 세 번째 비디오 필드를 녹화하고 세 번 재생하는 오픈 루프 헬리컬 스캔 "스킵 필드" 방식의 비디오 형식을 사용함으로써 가능했다. 미국 특허 3,718,755는 "현재의 (녹화 및 재생) 발명은 기존의 스킵 필드 시스템에 대한 개선을 나타낸다"고 언급한다. 이러한 기존 시스템은 1967년 12월 19일 Kihara에게 발행된 미국 특허 3,359,365에 설명되어 있다.

## 소매
콰이강의 다리, 초대받지 않은 손님, 닥터 스트레인지러브, 하이 눈, 어느 날 밤에 생긴 일, 이혼: 이탈리언 스타일, 말 없는 사나이, 세인트 트리니언스 걸즈, 투 로드 투게더, 브라더 랫과 같은 주요 영화 카세트는 초기 200편 영화 카탈로그를 통해 소매상에서 주문하고, 소포 우편으로 배달된 후 시청 후 소매상으로 반납되었다. 이 대여 카세트는 빨간색이었고, 높이 약 7 인치 (180 mm), 너비 6.5 인치 (170 mm), 깊이 1.5 인치 (38 mm) 크기였으며(그러나 오늘날 사용되는 것과 동일한 비디오테이프를 사용했다) 가정용 카트리비전 녹화기로 되감을 수 없었다. 오히려 소매상에 반납되면 특수 기계로 되감겨졌다. 스포츠, 여행, 예술 및 하우투 주제에 대한 다른 카세트는 구매할 수 있었다. 이 카세트들은 검은색이었고, 카트리비전 녹화기에서 되감을 수 있었다. 오미그에서 카트리비전용으로 제조된 선택 사양의 단색 카메라는 홈 비디오를 제작하기 위해 구매할 수 있었다. 컬러 카메라는 개발 중이었으나 CTI가 단종되기 전에 출시되지 못했다.

## 같이 보기
- 자기 테이프 카트리지 및 카세트 목록